# Sylvie Groulx
Sylvie Groulx es una directora de cine documental canadiense de Quebec. Es más conocida por su película de 2005 La Classe de Madame Lise, que ganó el Premio Jutra a la Mejor Película Documental en los octavos Premios Jutra en 2006.

## Carrera
Comenzó su carrera en 1976 y se dice que sus películas reflejan el cambio social. Su primer largometraje fue Le Grand Remue-ménage (1978).
En 1982, ayudó a desarrollar los Rendez-vous du cinéma québécois y, en la década de 1990, comenzó a trabajar en películas de ficción. Su primera película de ficción fue Love Me, Love Me Not (J'aime, j'aime pas) de 1995.
Su regreso al documental llegó con A la sombra de Hollywood (À l'ombre d'Hollywood) en 2000, descrito como "una meditación sobre el futuro de la diversidad cultural y el cine de autor". Posteriormente estrenó The Hasty Man Drinks His Tea with a Fork (L'Homme trop pressé prend son thé à la fourchette), una película mitad ficción, mitad documental que satiriza una sociedad dedicada al culto a la velocidad, en 2003, y La Classe de Madame Lise en 2005.
Después de La Classe de Madame Lise, realizó varios cortometrajes documentales, incluidos La Passion selon Gabriel de 2011 y Sur les étages de 2013.